# 豪風旭
豪風 旭（たけかぜ あきら、1979年6月21日 - ）は、秋田県北秋田郡森吉町（現・北秋田市）出身で尾車部屋に所属した元大相撲力士。本名は成田 旭（なりた あきら）、愛称はアキラ。身長172cm、体重152kg、血液型はAB型。得意技は突き、押し、一本背負い。最高位は西関脇（2014年9月場所）。現在は年寄・押尾川。
秋田県県民栄誉章受章・北秋田市市民栄誉賞受章・北秋田市ふるさと大使。

## 来歴
小学生の時は相撲部に所属。森吉町立森吉中学校時代はただ勉強を教えるだけではなく生徒をきちんと把握した学校の先生に憧れており、この頃から教師を志していた。中学時代に務めた学級委員長としては朝礼の時間の小テストを提案し、生徒たちからブーイングを受けたと、後に2019年3月場所前の相撲誌の記事で明かしている。中学には相撲部がなく柔道に打ち込んでいたが、秋田県立金足農業高等学校時代に再び相撲に転向。金足農業高校への進学を行い相撲を再開した理由としては、親元を離れて自由を手にできるという、後に自ら安易だと振り返るものがあった。高校時代のスパルタ指導によって柔道の癖を克服して相撲の基礎を磨いていった。中央大学進学後、2年生までは50単位程度しか取れなかったため、3年生からはコンパクト六法全書を片手に勉強の虫と化した。本人はこの時を「仕送りしてもらっている親に申し訳ない。相撲はどうでもよくなった」と後に振り返っている。試験対策のために留年生とも仲良くなった。本人は後に大学時代の相撲の成績について「2位、3位ってほとんどなかったんです。準決勝まで勝ち進むとほとんど優勝。（中途半端な）ベスト8ってないんです」と話している。大学4年生の時に全国学生相撲選手権大会で優勝して学生横綱を獲得した。同じ中央大学出身の6年先輩である出島が大関昇進を果たした頃に「たった1回の人生だから自分の好きな相撲をやろう」と角界入りを決意し、家族の反対を押し切って尾車部屋に入門した。
2002年5月に本名の成田を四股名として幕下15枚目格付出で初土俵を踏んだ。その初土俵の場所は2日目の1番相撲で安馬（のちの日馬富士）を破って大相撲での初白星を挙げた。その後も連勝を続け、6戦全勝で迎えた13日目の7番相撲では同じく6戦全勝の豊桜との取組が組まれたがこれに敗れた。この相撲に勝てば幕下優勝が決まり、また新十両の可能性が残るところだったが、いずれも果たせなかった。それでも翌7月場所も勝ち越して、幕下在位僅か2場所で9月場所に新十両に昇進した。この時に四股名を豪風に改めたが、これは「豪快な相撲で豪華な風が吹くように」との願いを込めて師匠の尾車が命名したものである。十両の土俵でも勝ち越しを続けて3場所で通過し、結局一度も負け越しを経験しないまま2003年3月場所に新入幕を果たした。
ところが、新入幕の場所は初日から連敗を喫し、3日目には栃乃花に対し土俵際で突き落としを辛くも決めて幕内初白星を挙げたが、その際に右膝と右足首を痛めて休場した。結局1勝3敗11休に終わり十両に転落した。9月場所に13勝2敗の好成績で十両優勝を果たし、翌場所に幕内に復帰した。2004年秋頃には「目がチカチカする」と網膜剥離の症状を訴え、福岡で緊急手術を受けた。尾車は「見えるようになっても、ぶちかませるのか。長く相撲を取るなんて、とてもとても」と後にその怪我を振り返る。その後も大勝ちはなく、ぶどう膜炎を患って十両に落ちるなど一進一退を続けたが、2006年1月場所に東前頭3枚目に番付を上げ、初めて横綱・大関と総当たりする位置についた。そして千代大海、魁皇の2大関を破る活躍を見せたが、最終的には4勝11敗で負け越してしまった。それでも、その後は前頭上位から中位あたりに定着するようになった。そして、2008年1月場所では、自己最高となる12勝3敗の好成績をあげて、初めての三賞となる敢闘賞を受賞した。翌3月場所は新三役で小結に昇進。秋田県からの新三役は、1992年7月場所の巴富士以来。その場所では、初日から5連敗を喫するなど3勝12敗と大きく負け越して1場所で陥落となった（なお初白星は大関・琴光喜から挙げた）。2010年9月場所にも再び12勝3敗という好成績を挙げ、2回目の敢闘賞を受賞した。
2010年8月、19代押尾川親方が退職したことに伴い、年寄名跡「押尾川」を取得した。
東前頭11枚目だった2013年3月場所は9勝6敗と勝ち越し。翌5月場所も9勝6敗と勝ち越し、東前頭筆頭まで番付を戻した7月場所は右足関節靱帯損傷により10日目から休場し、現役2位だった幕内連続出場は729回で止まった。休場明けとなる2013年9月場所を東前頭11枚目の地位で迎え9勝6敗で終えると翌11月場所は番付運に恵まれ7枚半上昇の西前頭3枚目まで地位を戻し、そこでは7勝8敗と千秋楽に負け越したが善戦した。2014年1月場所は7日目まで5勝2敗と好調であったものの一転して8日目から7連敗を喫し、6勝9敗に終わった。
2014年7月場所9日目の日馬富士戦で初金星を獲得した。この時点で35歳1ヶ月0日となっており、年6場所制（1958年以降）における最年長初金星の記録が達成された。同部屋の嘉風が場所4日目に日馬富士に勝って樹立した32歳3ヶ月27日の記録に触発され、見事に嘉風の後に続いた形となった。最終的には9勝6敗と勝ち越して、技能賞の候補にも入ったが三賞選考委員会の賛成が過半数に満たず受賞はならなかった。翌9月場所は関脇に昇進し、戦後最年長での新関脇昇進というスロー出世記録を作った。この昇進を受けた会見では尾車から「私は28歳で引退している。35歳でこれだけ勝てるのは、心から立派だと思う」と讃えられた。秋田県からの新関脇は、1964年5月場所の開隆山以来となった。この場所は千秋楽に勝ち越しを懸けたが、7勝8敗に終わった。東小結で迎えた11月場所は2日目に初日を出したものの3日目から12連敗と大崩れし、結局場所を2勝13敗の大敗で終えた。2015年1月場所は9勝6敗と勝ち越したものの、翌3月場所は胃腸炎と左上腕二頭筋断裂に苦しみ、4勝11敗の不振に終わった。
2016年5月30日には秋田県から県民栄誉章を授与されることが決定。佐竹敬久知事は「３６歳の今もなお幕内という高いレベルで取組を続けている姿は、多くの県民に勇気と希望を与える。福祉施設や学校を積極的に訪問し、郷土力士として広く愛されている」などと授章の理由を説明した、同年8月16日の大相撲巡業秋田場所が催された秋田県立体育館で顕彰式が行われた。9月場所は2015年7月場所後の旭天鵬の引退から幕内最年長力士を務めていた安美錦が十両に陥落したため幕内最年長力士として土俵に上がった。場所前の二所ノ関一門連合稽古では、小結・魁聖らに8連勝するなど、衰え知らずのところをアピールしており、この場所でも8勝7敗の勝ち越しを記録。続く11月場所も9勝6敗で勝ち越し、場所14日目である11月26日付のブログで「年六場所で四場所勝ち越したのは、何と初めてらしいです」と自分自身に驚いていた。2017年1月場所は10勝5敗と二桁勝利を上げ、37歳7ヶ月にして自身初の幕内での3場所連続勝ち越しを果たした。なお、この場所では8日目の魁聖戦で十両以上では自身3度目となる一本背負いを決めている。「捨て身。狙ってできるものじゃない」と振り返り「13年やっているということ。それだけでも価値がある」と誇らしげだった。3月場所は東前頭筆頭まで番付を上げたが、大関以上との対戦では不調の豪栄道以外から白星を挙げることができず、上位の壁に阻まれて5勝10敗の負け越し。場所後の春巡業は全休。4月10日、自身のブログで右肘の手術を受けたことを公表。その数日前に退院し「今は朝稽古に顔を出して、午後はリハビリと言う日々」という。気力、気持ち、体力的なものを考慮しそのまま引退しようと考えたが、執刀医、家族らの支えを改めて痛感。「これが理由で辞めるくらいなら腹を掻っ切って死んだ方が良いと思った。消えていた闘争心に火がつきました」と現役続行への意欲を持った。医者から「普通は間に合わない」と言われるほど重症であったが、5月場所中に小学4年生であった息子が柔道の大会で好成績を残したことなどに刺激を受けて場所を奮闘した。4勝11敗と大きく負け越したが、何とか皆勤を果たした。6月に母が死去。7月場所は2日目に幕内出場回数で土佐ノ海の学生最多記録を更新した。12日目に勝ち越しを決めたが、そこから3連敗して8勝7敗。3日目の支度部屋では「夏場所も（肘の）状態は良かったんですけど、脳みそがついていかなくて。整形外科的に完治しても、使えなかったものが使えるようになったことが…。いきなりバンバンできないし、やっぱり時間が必要ですから」とコメントを残している。9月場所は初日から5連敗を喫するなど苦しい出だしとなり、6勝9敗に終わった。10月2日の全日本力士選士権では準優勝。決勝ではこの日から国技館の土俵に復帰した横綱・稀勢の里（田子ノ浦）に寄り切りで敗戦。「最年長優勝がかかってましたね。顔を張られて流血ですよ」とコメント。東前頭13枚目で迎えた11月場所は序盤から黒星が先行し、10日目終了時点で3勝7敗と十両陥落の危機に瀕したが、そこから4連勝するなど持ち直して7勝8敗で終えた。2018年1月場所は9日目で負け越しが決めるなど不調、後半盛り返すも5勝10敗の大敗に終わり、これにより76場所連続で守り続けた幕内から十両に陥落することが確実と伝えられた。場所終了時点で進退については明言しておらず、尾車も「本人次第」と回答した。それでも3月場所には関取連続在位が93場所を記録し、この時点で10位タイとなる連続在位記録を達成した格好となった。結局引退はせず、13年ぶりとなる十両の土俵で迎えた3月場所は序盤から白星を伸ばして10日目に勝ち越しを決めた。この時点で優勝争いのトップタイだったが、ここから4連敗と失速。千秋楽には勝って9勝6敗とし、1場所での幕内復帰をほぼ確実とした。
2018年5月場所は西前頭14枚目となり、38歳10ヶ月で再入幕となった。これにより、同じ場所で再入幕となった39歳6ヶ月の安美錦に次ぐ、昭和以降2位の高齢再入幕となった。しかし中盤に負けが込んで6勝9敗の成績に終わり、1場所で十両に陥落となった。東十両筆頭で迎えた7月場所は中盤に8連敗を喫するなど精彩を欠き、4勝11敗の大敗に終わった。十両の土俵で負け越すのは全休した2003年5月場所以来で実に15年ぶりとなる。
2019年1月場所は東十両12枚目で迎えたが、9日目まで1勝8敗と負け越しが決まり、幕下への陥落が現実味を帯びたことで、10日目となる翌22日に現役引退を表明。同日、日本相撲協会により年寄・押尾川の襲名が承認された。思い出の取り組みとして、初土俵となる2002年5月場所2日目の1番相撲である安馬戦、2009年11月場所10日目の把瑠都戦（いずれも白星）を挙げていた。今後は、尾車部屋の部屋付き親方として後進の指導に当たる予定である。
2020年2月1日に引退相撲が開催され、白鵬や荒磯など約300人が参加し、師匠の尾車が止め鋏を入れた。取組では長男と対戦し、一本背負いで転がされた。幕内取組終了後には再び館内に登場し、亡き両親の遺影を手に深々とお辞儀。入門後も大反対していた亡き両親に「引退した姿を見てもらいたかった。『お疲れさま』とお父さん、お母さんに言ってもらいかった」と号泣する一幕もあった。「ケガに強い力士、礼儀を重んじる力士、なにより勝負強い力士を育てていきたい」と指導者としての抱負を語った。
2021年4月22日、墨田区内に相撲部屋を新設する意向であることが明らかになった。1階から3階が相撲部屋で、4階から6階はワンルームマンションや学生向けのシェアハウスなどにすることを検討中だという。また、自身の経験を生かして、部屋にはあえてトレーニングルームを作らず、近くのジムを積極的に活用していく方針。
2022年2月7日、同日付で閉鎖された尾車部屋から8代尾車と力士3人、世話人・床山各1人を連れて独立し、押尾川部屋を新設した。

## 取り口
低い身長と広い肩幅を生かした重心の低い押し相撲が持ち味。元鳴戸部屋の元関脇隆乃若曰く手首、足首、首という具合に「首」と付く部位が総じて短く、それ故低い重心が生まれるという。立合いのぶちかましは強烈。その後、おっつけ、モロハズを駆使して一気に攻めきるのが理想。しかし脇が甘く体の小さい豪風には致命的ともいえる欠点である。基本的に廻しには目もくれない相撲を見せ、2016年などは年間46勝中寄り切りが0回であった。
一方、中学時代まで柔道をやっていたため一本背負いを得意としており、幕内では2004年5月場所千秋楽には金開山に対して、2017年1月場所8日目には魁聖に対してこの技を決めているほか、十両時代の2004年7月場所でも千代天山に対して決めている。一本背負いは数年に一度しか出ない大技であり、幕内で複数回決めた力士は2019年現在豪風が唯一である。足は短い部類に入るが内掛けなどの足癖を奇襲として披露することもあり、土俵際では首投げや突き落としで逆転することも目立つ。2010年頃からは差し身が良くなり掬い投げや肩透かしもたびたび決まるようになるなど、押し相撲以外でも器用さをみせる。
師匠の尾車親方は豪風の押し相撲について「当たりが極端に強いわけではなく、弱いところを正確に突き放す」と評しており、本人も研究を重ねて相手の弱点を付く押し相撲を心掛けている。元テレビ朝日アナウンサーの銅谷志朗は2014年11月場所前の座談会で「中村が尾車部屋に移籍してからは積極的に質問を行っている」と伝えており、35歳を迎えてからも進歩を遂げるところはこうした研究熱心さによるところが大きい。
30代後半に入ってからはいなしが目立つようになり、2017年7月場所3日目のNHK中継では自身の誕生日について取り上げられたが、その際テロップには「いなしの豪風」とあった。
怪我に強いことでも知られており、同じく件の座談会での銅谷の証言によると「支度部屋で怪我をした豪風を見かけた際に様子を尋ねると『こんなの、怪我の内に入らない』と睨みつけられた」といい、銅谷は「それぐらい気持ちの強い力士」と評した。

## 人物・エピソード
- 几帳面で我慢強い性格。
- 趣味はサイクリング。
- 好物は生肉に近い状態の焼肉。「ライオンだって、闘犬だって強い動物はみんな生肉を食べてるでしょう。もし下痢でもしたら、下痢した時点でそいつの負けですよ」が本人の弁。
- 大変筋トレに凝っており、その甲斐あって腕周りは53cmを記録したことがある[44]。現役時代のベンチプレスのセットは60kg×10～15回→100kg×5回→120kg×5回→140kg×5回×5セット→100kg×5回→100kg×10回[45]。
- 2006年8月に結婚した。
- 2011年頃、交流訪問で県内のある秋田病院を訪れ、難病で発声が難しい男の子からパソコンで「頑張って」と伝えられた。大相撲八百長問題による心労で気持ちが弱くなっていた豪風は病気と闘う子供の姿に涙して、奮起した[46]。
- 2016年7月場所中、なまはげの描かれた染め抜きで場所入りした[47]。
- 2017年1月場所、東前頭5枚目（平幕）の立場で『これより三役』に出場した。この場所は14日目までに鶴竜・日馬富士の横綱2人、大関の豪栄道ら、本来なら「これより三役」に出場するべき上位力士が相次いで休場したことから、比較的好調な成績を維持していた豪風が「これより三役」に出場することとなった。「これより三役」は殆どの場合が関脇以上の力士で占められる。特に近年は横綱・大関の在籍数が多くなっている為、なおさら平幕の立場で出場する例は少ない。過去には蒼樹山や玉鷲などが平幕の立場で出場した例が在る。
- 現役に対するこだわりは、6歳年下の隠岐の海に対して「お前より先には絶対に辞めない。三段目、序二段に落ちてもやる」と言い、隠岐の海が「親方稼業を早くやった方がいいですよ」などと様々な情報を出しても聞く耳を持たないほど[48]。
- 2017年2月23日に秋田市の保戸野小学校に訪問した際、豪風は「小学生のときの夢は警察官」「好きな食べものはきりたんぽ」と話した[49]。
- 2017年1月場所12日目に勝ち越しを決めた際、大島（元関脇・旭天鵬）は「37歳8か月で僕も優勝しましたからね。豪風はよくトレーニングしてますから40歳までいけるんじゃないかなと思います」と絶賛した。大関・照ノ富士を破っての勝ち越しでインタビュールームに呼ばれた豪風は「勝ってはいるんですけど内容があまりよくない。大関戦で上位に当たることに誇りを持って、恥ずかしくない相撲を取ろうと思いました」と謙虚に話した。大島のコメントを聞かされると「40歳までやるなら、41歳（で迎える）オリンピック（東京五輪）までやりたいです」と宣言した[50]。
- 2017年7月場所3日目の支度部屋では「暑いからといって、クーラーの部屋にいないこと」と体調管理について語っている[51]。
- 2017年11月場所7日目は39歳で幕内最年長の安美錦と、安美錦が再入幕するまで幕内最年長であった38歳の自身との対決。この取組には叩き込みで敗れ、取組後安美錦は「しっかり当たれた。すぐ反応できて、よかったんじゃないかな」と納得。安美錦は8場所ぶりの幕内だが、その間に最年長を張った豪風との対戦に「こんな俺でも励みにしてくれたら。（最年長は）もともと俺のもの。お互い一生懸命、刺激になれば」と笑みがこぼれた[52]。
- 引退に際して、高校の後輩でありまだプロ野球の日本ハムに入団したばかりの吉田輝星に対し、精進をするようにエールを送った[53]。
- 元横綱・稀勢の里とは学校新卒時期と年齢差の関係でほぼ同期のデビュー。また、同じ一門であり、引退した場所も同じ時であり、解説の初鳴きも同じ時期となった。
- 東映代表取締役グループ会長の岡田裕介とは親交があり、岡田は豪風の引退相撲を盛り上げようと囲む会の代表発起人を務めた[54]。
- 2020年東京オリンピックの秋田県代表の聖火ランナーに選ばれた。
  - 相撲協会は新型コロナウイルス感染対策として「場所前2週間の外出を原則禁止」と定めたが、走行予定の6月上旬が外出禁止規則に当てはまらないことから辞退を免れた[55]。

## 合い口
- 元横綱・朝青龍には7戦全敗。
- 元横綱・白鵬には1勝22敗。白鵬の大関在位中は対戦なし、横綱昇進後は20戦全敗。
- 元横綱・日馬富士には3勝23敗。日馬富士の大関在位中は2勝6敗、横綱昇進後は1勝7敗。2014年7月場所で金星を獲得。
- 元横綱・鶴竜には20戦全敗。鶴竜の大関在位中は4敗、横綱昇進後は5敗。
- 元横綱・稀勢の里には5勝21敗。稀勢の里の大関在位中は1勝9敗、横綱昇進後は1敗。
- 元横綱・照ノ富士には5勝3敗。照ノ富士の第一期大関在位中は1勝2敗。照ノ富士の大関復帰前に引退したため、それ以降は幕内で対戦なし。
- 元大関・貴ノ浪には大関陥落後に対戦して1勝。
- 元大関・千代大海には3勝4敗。
- 元大関・出島には大関陥落後に対戦して3勝6敗。
- 元大関・雅山には大関陥落後に対戦して9勝9敗。
- 元大関・魁皇には3勝6敗。
- 元大関・栃東には1敗。
- 元大関・琴欧洲には5勝17敗。琴欧洲の大関在位中は4勝15敗。
- 元大関・琴光喜には4勝9敗。琴光喜の大関在位中は4勝3敗。
- 元大関・把瑠都には3勝6敗。把瑠都の大関在位中は4戦全敗。
- 元大関・琴奨菊には13勝14敗。琴奨菊の大関在位中は3勝4敗。
- 元大関・豪栄道には9勝14敗。豪栄道の大関在位中は3勝2敗。
- 元大関・髙安には10勝4敗。いずれも髙安が大関に昇進する前の対戦である。
- 元大関・栃ノ心には4勝12敗。いずれも栃ノ心が大関に昇進する前の対戦である。
- 元大関・貴景勝には1敗。貴景勝が大関に昇進する前の対戦である。
- 元大関・朝乃山には1勝2敗。いずれも朝乃山の大関昇進前の対戦である。
- 元大関・正代には1勝4敗。いずれも正代の大関昇進前の対戦である。
- 元大関・御嶽海には1勝4敗。いずれも御嶽海の大関昇進前の対戦である。

## 主な成績

### 通算成績
- 通算成績：687勝746敗46休 勝率.479
- 幕内成績：591勝669敗31休 勝率.469
- 現役在位：100場所
- 幕内在位：86場所
- 三役在位：3場所（関脇1場所、小結2場所）

### 各段優勝
- 十両優勝：1回（2003年9月場所）

### 三賞・金星
- 三賞：2回
  - 敢闘賞：2回（2008年1月場所、2010年9月場所）
- 金星：日馬富士1個（2014年7月場所）

### 場所別成績
| | 一月場所 初場所（東京） | 三月場所 春場所（大阪） | 五月場所 夏場所（東京） | 七月場所 名古屋場所（愛知） | 九月場所 秋場所（東京） | 十一月場所 九州場所（福岡） |
| --- | ----------------------- | ----------------------- | ----------------------- | --------------------------- | ----------------------- | --------------------------- |
| 2002年 （平成14年） | x                       | x                       | 幕下付出15枚目 6–1      | 西幕下3枚目 4–3             | 西十両12枚目 8–7        | 東十両10枚目 10–5           |
| 2003年 （平成15年） | 西十両3枚目 10–5        | 西前頭13枚目 1–3–11     | 東十両8枚目 休場 0–0–15 | 東十両8枚目 9–6             | 東十両5枚目 優勝 13–2   | 西前頭11枚目 9–6            |
| 2004年 （平成16年） | 西前頭6枚目 4–11        | 西前頭11枚目 9–6        | 東前頭8枚目 9–6         | 東前頭5枚目 6–9             | 西前頭7枚目 8–7         | 西前頭6枚目 6–9             |
| 2005年 （平成17年） | 西前頭8枚目 休場 0–0–15 | 東十両3枚目 11–4        | 東前頭15枚目 9–6        | 東前頭11枚目 8–7            | 東前頭9枚目 7–8         | 西前頭9枚目 9–6             |
| 2006年 （平成18年） | 東前頭3枚目 4–11        | 西前頭9枚目 9–6         | 西前頭4枚目 2–13        | 西前頭13枚目 9–6            | 東前頭10枚目 10–5       | 東前頭4枚目 6–9             |
| 2007年 （平成19年） | 西前頭8枚目 8–7         | 西前頭4枚目 7–8         | 東前頭5枚目 8–7         | 東前頭3枚目 4–11            | 東前頭8枚目 9–6         | 東前頭5枚目 6–9             |
| 2008年 （平成20年） | 東前頭7枚目 12–3 敢     | 西小結 3–12             | 西前頭8枚目 6–9         | 東前頭12枚目 7–8            | 東前頭14枚目 9–6        | 東前頭8枚目 9–6             |
| 2009年 （平成21年） | 東前頭3枚目 7–8         | 東前頭4枚目 8–7         | 東前頭2枚目 4–11        | 東前頭9枚目 8–7             | 西前頭5枚目 9–6         | 東前頭筆頭 6–9              |
| 2010年 （平成22年） | 西前頭4枚目 6–9         | 西前頭8枚目 5–10        | 東前頭12枚目 8–7        | 東前頭11枚目 6–9            | 西前頭12枚目 12–3 敢    | 西前頭4枚目 6–9             |
| 2011年 （平成23年） | 東前頭7枚目 8–7         | 八百長問題 により中止   | 西前頭4枚目 7–8         | 西前頭4枚目 8–7             | 東前頭3枚目 5–10        | 西前頭7枚目 10–5            |
| 2012年 （平成24年） | 東前頭筆頭 4–11         | 西前頭8枚目 9–6         | 西前頭3枚目 7–8         | 西前頭4枚目 7–8             | 西前頭5枚目 8–7         | 西前頭3枚目 4–11            |
| 2013年 （平成25年） | 西前頭9枚目 6–9         | 東前頭11枚目 9–6        | 西前頭6枚目 9–6         | 東前頭筆頭 1–9–5            | 東前頭11枚目 9–6        | 西前頭3枚目 7–8             |
| 2014年 （平成26年） | 西前頭4枚目 6–9         | 西前頭6枚目 9–6         | 西前頭筆頭 6–9          | 西前頭4枚目 9–6 ★           | 西関脇 7–8              | 東小結 2–13                 |
| 2015年 （平成27年） | 西前頭9枚目 9–6         | 東前頭4枚目 4–11        | 東前頭8枚目 8–7         | 西前頭4枚目 5–10            | 東前頭8枚目 5–10        | 東前頭12枚目 7–8            |
| 2016年 （平成28年） | 東前頭13枚目 10–5       | 東前頭7枚目 5–10        | 東前頭12枚目 8–7        | 西前頭8枚目 6–9             | 西前頭9枚目 8–7         | 東前頭7枚目 9–6             |
| 2017年 （平成29年） | 東前頭5枚目 10–5        | 東前頭筆頭 5–10         | 東前頭6枚目 4–11        | 西前頭12枚目 8–7            | 西前頭10枚目 6–9        | 東前頭13枚目 7–8            |
| 2018年 （平成30年） | 東前頭13枚目 5–10       | 西十両筆頭 9–6          | 西前頭14枚目 6–9        | 東十両筆頭 4–11             | 西十両6枚目 6–9         | 東十両9枚目 6–9             |
| 2019年 （平成31年 /令和元年） | 東十両12枚目 引退 1–9–0 | x                       | x                       | x                           | x                       | x                           |
| 各欄の数字は、「勝ち-負け-休場」を示す。 優勝 引退 休場 十両 幕下 三賞：敢=敢闘賞、殊=殊勲賞、技=技能賞 その他：★=金星 番付階級：幕内 - 十両 - 幕下 - 三段目 - 序二段 - 序ノ口 幕内序列：横綱 - 大関 - 関脇 - 小結 - 前頭（「#数字」は各位内の序列） |                         |                         |                         |                             |                         |                             |

#### 注
1. ↑  右膝内障及び右足関節捻挫により4日目から途中休場
2. ↑  2013年7月場所は右足関節靱帯損傷により10日目から途中休場
3. ↑  10日目に引退

### 幕内対戦成績
| 力士名     | 勝数 | 負数 | 力士名   | 勝数 | 負数  | 力士名   | 勝数 | 負数 | 力士名   | 勝数  | 負数 |
| ---------- | ---- | ---- | -------- | ---- | ----- | -------- | ---- | ---- | -------- | ----- | ---- |
| 碧山       | 7    | 13   | 明瀬山   | 1    | 0     | 朝青龍   | 0    | 7    | 朝赤龍   | 10(1) | 9    |
| 朝乃山     | 1    | 2    | 朝乃若   | 2    | 0     | 旭日松   | 2    | 1    | 阿炎     | 0     | 1    |
| 安美錦     | 16   | 18   | 阿夢露   | 2    | 1     | 荒鷲     | 4    | 4    | 阿覧     | 4     | 8    |
| 勢         | 4    | 6    | 石浦     | 3    | 1     | 逸ノ城   | 2    | 1    | 市原     | 1     | 0    |
| 岩木山     | 7    | 4    | 潮丸     | 0    | 1     | 遠藤     | 6    | 4    | 皇司     | 2     | 0    |
| 大岩戸     | 1    | 0    | 大砂嵐   | 2    | 4     | 隠岐の海 | 8    | 12   | 魁皇     | 3     | 6    |
| 魁聖       | 7    | 7    | 海鵬     | 2    | 2     | 臥牙丸   | 6    | 13   | 鏡桜     | 0     | 1    |
| 輝         | 2    | 6    | 垣添     | 9    | 9     | 鶴竜     | 0    | 20   | 春日王   | 8     | 3    |
| 春日錦     | 4    | 2    | 片山     | 2    | 0     | 稀勢の里 | 5    | 21   | 北桜     | 3     | 1    |
| 北太樹     | 6    | 9    | 木村山   | 3    | 3     | 旭鷲山   | 6    | 4    | 旭秀鵬   | 4     | 3    |
| 旭大星     | 0    | 1    | 旭天鵬   | 12   | 12    | 旭南海   | 1    | 0    | 金開山   | 2     | 2    |
| 豪栄道     | 9    | 14   | 光龍     | 3    | 1     | 黒海     | 12   | 5    | 琴欧洲   | 5     | 17   |
| 琴春日     | 1    | 1    | 琴奨菊   | 13   | 14    | 琴ノ若   | 1    | 4    | 琴光喜   | 4     | 9    |
| 琴勇輝     | 7    | 2    | 琴龍     | 1    | 3     | 磋牙司   | 2    | 0    | 佐田の海 | 5     | 4    |
| 佐田の富士 | 7    | 2    | 霜鳳     | 7    | 3     | 十文字   | 5    | 2    | 駿傑     | 1     | 1    |
| 常幸龍     | 6(1) | 4    | 正代     | 1    | 4     | 翔天狼   | 4    | 4    | 松鳳山   | 5     | 8    |
| 青狼       | 1    | 0    | 蒼国来   | 5    | 4     | 双大竜   | 1    | 0    | 大奄美   | 0     | 2    |
| 大栄翔     | 5    | 5    | 大翔丸   | 6    | 4     | 大道     | 2    | 3    | 大真鶴   | 1     | 0    |
| 貴景勝     | 0    | 1    | 貴ノ岩   | 2    | 5     | 隆の鶴   | 0    | 1    | 貴ノ浪   | 1     | 0    |
| 隆乃若     | 1    | 0    | 高見盛   | 12   | 10    | 髙安     | 10   | 4    | 宝富士   | 5     | 7    |
| 玉飛鳥     | 4    | 0    | 玉春日   | 5    | 5     | 玉乃島   | 5    | 13   | 玉鷲     | 12    | 9    |
| 千代鳳     | 5    | 5    | 千代翔馬 | 1    | 5     | 千代大海 | 3    | 4    | 千代大龍 | 8     | 6    |
| 千代天山   | 1    | 0    | 千代の国 | 5    | 4     | 千代白鵬 | 1    | 1    | 千代丸   | 2     | 3    |
| 出島       | 3    | 6    | 照ノ富士 | 5    | 3     | 天鎧鵬   | 1    | 0    | 闘牙     | 1     | 3    |
| 時津海     | 4    | 2    | 時天空   | 14   | 13(1) | 德勝龍   | 3    | 7    | 德瀬川   | 2     | 2    |
| 土佐ノ海   | 2    | 2    | 土佐豊   | 1    | 3     | 栃東     | 0    | 1    | 栃煌山   | 10    | 14   |
| 栃栄       | 2    | 1    | 栃ノ心   | 4    | 12    | 栃乃洋   | 5    | 9    | 栃乃花   | 5     | 3    |
| 栃乃若     | 4    | 1    | 豊桜     | 5    | 4     | 豊ノ島   | 18   | 8    | 豊響     | 15    | 10   |
| 錦木       | 5    | 3    | 白馬     | 3    | 1     | 白鵬     | 1    | 22   | 白露山   | 4     | 4    |
| 追風海     | 2    | 1    | 把瑠都   | 3    | 6     | 春ノ山   | 0    | 1    | 日馬富士 | 3     | 23   |
| 英乃海     | 1    | 1    | 富士東   | 1    | 2     | 武州山   | 3    | 2    | 普天王   | 9     | 3    |
| 武雄山     | 6    | 2    | 寶智山   | 2    | 0     | 豊真将   | 7    | 14   | 北勝力   | 7     | 5    |
| 北勝富士   | 1    | 2    | 誉富士   | 2    | 0     | 将司     | 0    | 1    | 舛ノ山   | 2     | 2    |
| 御嶽海     | 1    | 4    | 雅山     | 9    | 9     | 妙義龍   | 4    | 13   | 猛虎浪   | 1     | 2    |
| 山本山     | 1    | 0    | 豊山     | 1    | 1     | 燁司     | 0    | 2(1) | 龍皇     | 1     | 1    |
| 竜電       | 0    | 1    | 琉鵬     | 1    | 0     | 露鵬     | 5    | 4    | 若荒雄   | 6     | 0    |
| 若兎馬     | 1    | 1    | 若の里   | 18   | 7     | 和歌乃山 | 1    | 0    |          |       |      |

## 改名歴
力士
- 成田 旭（なりた あきら）2002年5月場所 - 2002年7月場所
- 豪風 旭（たけかぜ - ）2002年9月場所 - 2019年1月場所

年寄
- 押尾川 旭（おしおがわ あきら）2019年1月22日 -